# Mahavidya

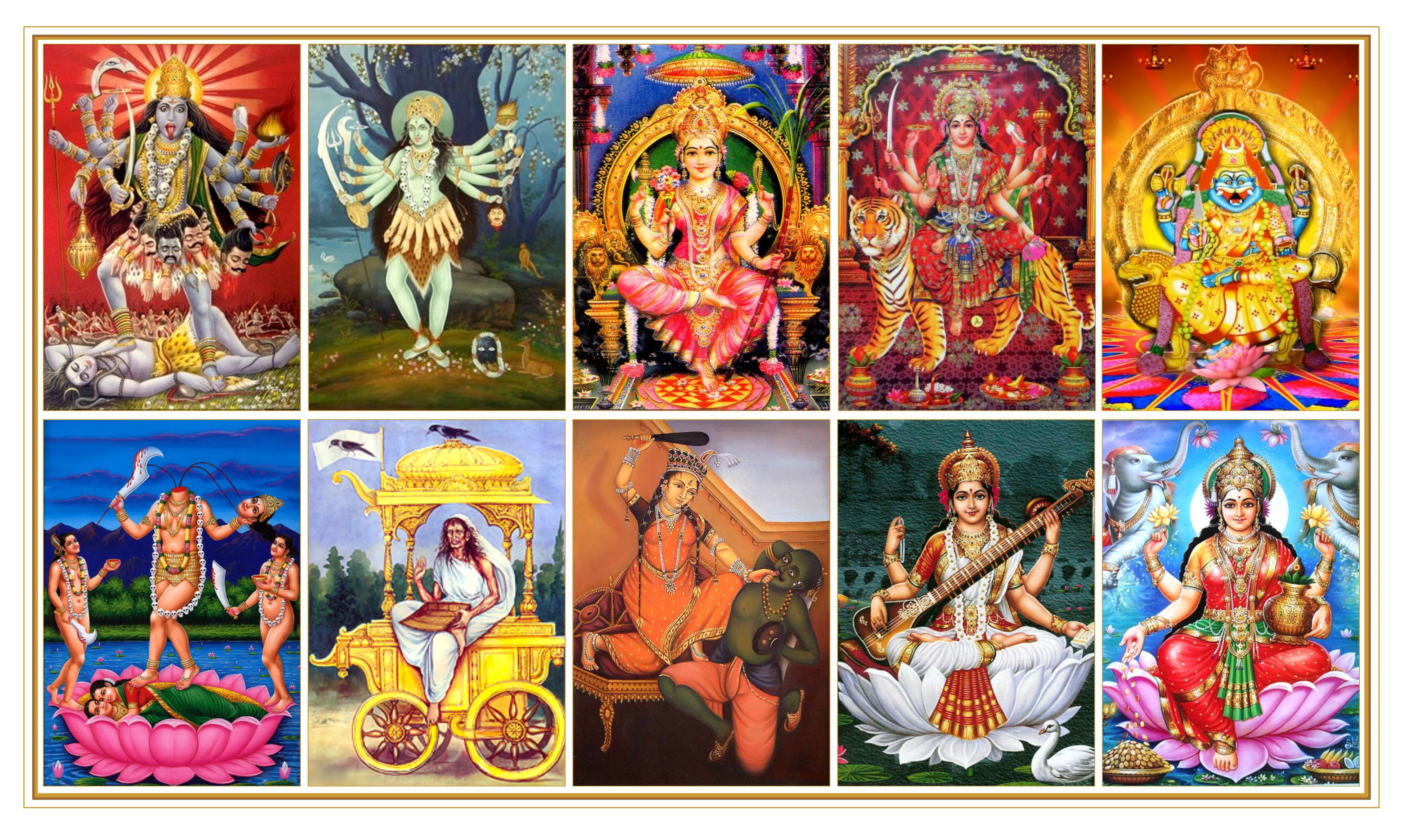
Les deu Mahavidyas: Kali, Tara, Shodashi, Bhuvaneshvari, Bhairavi, Chhinnamasta, Dhumavati, Bagalamukhi, Matangi i Kamala.

Mahavidya (en sànscrit: महाविद्या, Mahāvidyā, "gran saviesa") és, dins l'hinduisme, un grup de deu aspectes de la deessa mare Devi que representen els seus deu aspectes o poders còsmics. També s'anomena Dasha Mahavidya ("les deu grans savieses").
Després de la decadència del budisme a l'Índia, el xactisme i les deesses budistes van ser combinades per formar aquesta llista de deu aspectes. El desenvolupament de les Mahavidya representa un punt de tombant important en la història del xactisme mentre marca l'augment de bhakti aspecte en Xactisme, el qual va assolir el seu zenit el 1700 dC.

## Etimologia

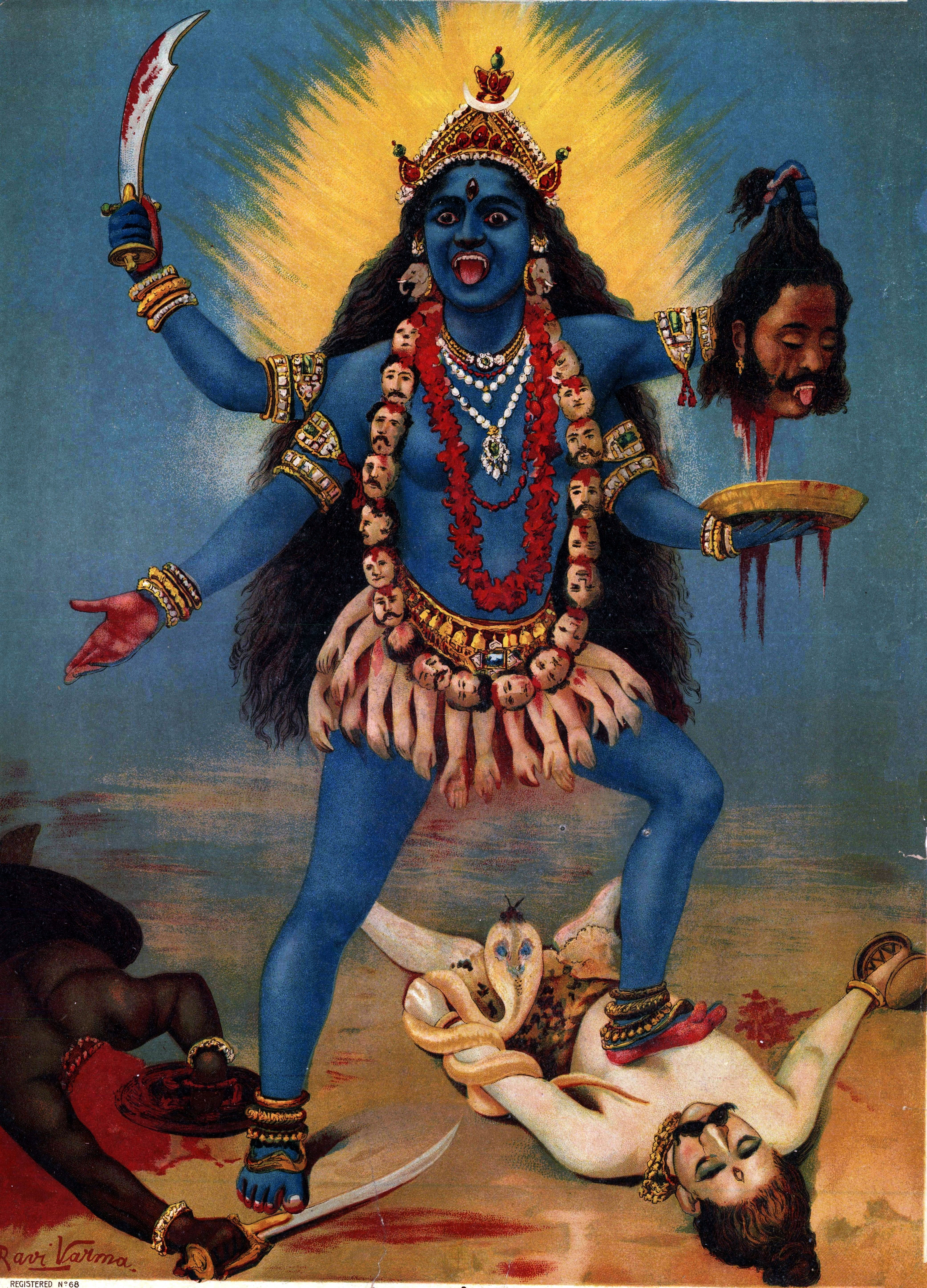
Kali – La primera de les deu Mahavidyas

El nom Maha vidya ve del sànscrit "maha" que significa gran i "vidya" que significa revelació, manifestació, coneixement o saviesa.

## Noms
El xactisme creu que la veritat es veu en deu facetes diferents i la Mare Divina és adorada en deu personalitats còsmiques, això és, el Dasha-Mahavidya ("deu-Mahavidyas"). Les deu Mahavidya són:
1. Kali – La forma definitiva de Brahman, "devoradora del temps" (Deïtat suprema del corrent Kalikula)
2. Tara – La deessa que fa de guia i protectora i salva. Ofereix el coneixement definitiu que mena a la salvació (també coneguda com a Neel Saraswati).
3. Tripura Sundari (Shodashi) – La deessa que és "bella en els Tres Mons" (Deïtat suprema del corrent Srikula); el "Parvati tàntric" o el "Moksha Mukta".
4. Bhuvaneshvari – La deessa com a mare mundial, el cos de la qual és el Cosmos.
5. Bhairavi – La deessa feroç.
6. Chhinnamasta – La deessa autodecapitada.[6]
7. Dhumavati – La deessa vídua, o deessa de la mort.
8. Bagalamukhi – La deessa que paralitza els enemics.
9. Matangi – La primera ministra de Lalita (dins el corrent Srikula); el "Saraswati tàntric".
10. Kamala – La deessa de Lotus; el "Lakshmi tàntric".